# Batalla d'Inkerman
La Batalla d'Inkerman  va ser una batalla de la Guerra de Crimea que es va desenvolupar el 5 de novembre de 1854 i que es va concloure amb la victòria dels exèrcits britànic i francès sota el comandament del general François Certain Canrobert contra l'exèrcit rus sota el comandament del general Aleksandr Serguéievitx Ménxikov.

## Antecedents
Amb l'afebliment de l'Imperi Otomà durant el segle xix, l'Imperi Rus va prendre la iniciativa per expandir-se cap al sud. En la dècada de 1850, l'Imperi Austrohongarès i el Regne Unit creien que s'havia de preservar l'imperi per tal de mantenir els seus interessos a la regió i impedir que els russos aconseguissin accés a la mar Mediterrània. L'ambició de Napoleó III de restaurar la grandiositat de França va iniciar la cadena d'esdeveniments que van fer que França i Gran Bretanya declaressin la guerra a Rússia. Va afirmar l '"autoritat sobirana" de França sobre la població cristiana de Palestina en detriment de Rússia, patrocinador de l'ortodòxia oriental i va nomenar al marquès de La Valette com ambaixador a l'Imperi Otomà. Rússia va discutir aquest intent de canvi d'autoritat atenent als tractats anteriors, els otomans van renunciar al tractat francès i van declarar que Rússia era la protectora dels cristians ortodoxos a l'Imperi Otomà. Napoleó III hi va respondre amb una demostració de força enviant el vaixell de la línia Carlemany al mar Negre, fet que violava la Convenció dels Estrets de Londres però que va induir Abdülmecit a acceptar un nou tractat que confirmés França i l'autoritat suprema de l'Església catòlica sobre els llocs sants catòlics, inclosa l'Església de la Nativitat, que havia estat en mans de l'Església Ortodoxa Grega.
A mitjans de setembre de 1854, els aliats van desembarcar 30.000 soldats francesos, 26.000 tropes britàniques i 4.500 turcs a Eupatoria, una ciutat de la península de Crimea al mar Negre. El pla era marxar cap al sud i capturar Sebastòpol, una ciutat portuària fortament fortificada que servia com a principal base naval de la flota russa del Mar Negre. Pocs dies després, els aliats es van enfrontar als russos a la batalla del riu Almà, que va acabar només tres hores després amb les forces del tsar derrotades. Els aliats van aguantar els intents russos de trencar el setge en la batalla de Balaklava (25 d'octubre), on va tenir lloc el famós episodi bèl·lic que ha passat a la història com la càrrega de la brigada lleugera.

## La batalla

operacions militars a la Guerra de Crimea el 1855

Després de la batalla de Balaklava el 25 d'octubre, els russos van realitzar el 5 de novembre un devastador atac sobre el flanc dret de les posicions aliades a l'est de Sebastòpol. La força atacant estava composta principalment per dos grups: la infanteria i artilleria que havia estat evacuada de Sebastòpol, a les ordres de Fedor Ivanovich Soimonoff, i l'exèrcit principal, a les ordres de Pauloff. Un cop combinades, les dues forces quedarien al comandament del general Dannenberg. L'atac principal va recaure inicialment sobre la 2a Divisió Britànica, que va poder oposar tan sols 2.700 homes i 12 canons abans que arribessin els reforços.
El dia era fred, ennuvolat i amb boira. El dia va estar ple d'atacs i contraatacs de les dues forces i, determinades posicions van canviar de mans diverses vegades en qüestió d'hores. La lluita cos a cos també va ser generalitzada, inclosos assalts a la baioneta sobre posicions d'artilleria. En aquesta batalla es va cobrir de glòria el regiment britànic de Granaders de la Guàrdia, famós per lluir els seus alts gorres de pell, que va passar a ser una icona de l'exèrcit britànic. El capità de granaders Percy va rebre la Creu Victòria per conduir a 50 soldats en retirada a posicions més segures quan estaven envoltats de russos. Una companyia del regiment va passar a denominar-se "Companyia Inkerman".
En general, el plantejament tàctic rus va ser més ineficient que l'aliat, el desplegament del qual sobre el camp de batalla va aprofitar al màxim l'avantatge de la major disciplina i entrenament dels seus regiments. Els russos van utilitzar formacions en columnes molt compactes (com els vells manuals de principis del XIX prescrivien) mentre que els britànics van desplegar línies àmplies i poc profundes que maximitzaven la capacitat de foc de l'Enfield model 1853 amb bala Minié que era més ràpid, tenia més abast i era més precís que els antics mosquets d'ànima llisa russos (algunes de les guerres napoleòniques) que tenien molt pitjor rendiment en condicions d'alta humitat. Els russos van patir així un nombre molt més gran de baixes que els seus oponents.
Quan els russos es van retirar, van deixar un camp de batalla on els cadàvers s'amuntegaven en els punts més disputats. Els regiments britànics i francesos van tornar a les seves posicions de setge al voltant de Sebastòpol. Hi va haver neu, fang i sang, ja que a diferència de la jornada de Balaclava, en la qual la cavalleria va tenir un paper destacat, la d'Inkerman va ser una batalla principalment per a la infanteria. Inkerman ha estat definida com "la batalla dels soldats" en referència a la ferocitat de la lluita i la iniciativa i improvisació demostrada per petites unitats que sovint es van veure aïllades a conseqüència de l'espessa boira.

## Conseqüències
Encara que l'atac rus va fallar en el seu intent d'aixecar el setge de Sebastòpol i evitar així la pèrdua de la flota allà fondejada, i per bé que les baixes sofertes van ser notablement superiors a les dels aliats, els regiments britànics van quedar exhausts i això va provocar que Sebastòpol no pogués ser assaltada abans de l'arribada del General Hivern, el millor aliat dels russos. De fet el dia 14 una terrible tempesta hivernal va assotar les posicions aliades a Crimea, va devastar els campaments i va deixar molt més exposats al terrible fred homes i cavalls. La galerna va enfonsar molts vaixells francesos i britànics amb subministraments per a l'hivern, el que va provocar grans patiments a l'exèrcit en les setmanes subsegüents.